# María de los Dolores de Borbón y Orleans
 (juin 2015).
Si vous disposez d'ouvrages ou d'articles de référence ou si vous connaissez des sites web de qualité traitant du thème abordé ici, merci de compléter l'article en donnant les références utiles à sa vérifiabilité et en les liant à la section « Notes et références ».
María de los Dolores de Borbón y Orleans, née le 15 novembre 1909 et morte le 11 mai 1996 était la fille de Charles de Bourbon-Siciles (1870-1949) et de son épouse Louise d'Orléans (1882-1958). C'était aussi une tante du roi d'Espagne Juan Carlos Ier.

## Mariage et enfants
Le 12 août 1937, elle épouse Augustyn Józef Czartoryski avec qui elle a deux fils :
- Adam Karol Czartoryski, né le 2 janvier 1940 ;
- Ludwik Piotr Czartoryski, né le 13 mars 1945 et décédé le 3 mai 1946.

Lorsqu'il mourut en 1946, elle se remaria avec Carlos Chias Osorio (né en 1925), le 29 décembre 1950.

## Distinctions honorifiques
- Ordre de la Reine Marie-Louise[1],[2]
- Ordre sacré et militaire constantinien de Saint-Georges[3]